# Puerto Cortés
Puerto Cortés is een stad en gemeente (gemeentecode 0506) in het departement Cortés in Honduras. Het is een belangrijke havenstad aan de Caribische Zee.

## Ligging
De stad ligt op een schiereiland dat ook Puerto Cortés heet in de Golf van Honduras. Dit schiereiland scheidt de Alvarado-lagune van de zee. Enkele stranden van Puerto Cortés zijn Travesía, Bajama en Coca Cola. Deze laatste is genoemd naar de Coca-Colafabriek die hier gestaan heeft.

## Geschiedenis
De Spanjaard Gil González Dávila vertrok op 10 maart 1524 uit Santo Domingo met de opdracht van koning Karel I om de kust van het huidige Honduras te verkennen. In de buurt van het huidige Puerto Cortés vond hij een inheems dorp met de naam Chivana. Dit lag op de plaats waar tegenwoordig Cieneguita ligt.
Toen hij aankwam, kwam zijn schip in een storm terecht waarbij hij bijna schipbreuk leed en 17 paarden verloor. Hij moest hierbij oppassen, want hij wilde niet dat de inheemse bevolking te weten kwam dat deze dieren sterfelijk waren. Hij stichtte in het gebied een haven, die hij ter nagedachtenis aan deze gebeurtenis Puerto Caballos ("Haven van de paarden") noemde.
Toen Hernán Cortés in deze plaats aankwam, vatte hij het idee op om hier een grote opslagplaats van goederen voor Nieuw-Spanje te maken. Hij hernoemde de plaats in Natividad. De volgende twee eeuwen werd het de belangrijkste haven van het gebied. Ten tijde van de piratenaanvallen werden de havenactiviteiten echter tijdelijk verplaatst naar Omoa, omdat men daar gemakkelijker verdedigingswerken kon bouwen.
In 1869 begon het werk aan een spoorlijn naar de Grote Oceaan. Deze is er nooit gekomen. Op 5 maart veranderde president José María Medina de naam van de stad in Puerto Cortés, als eerbetoon aan Hernán Cortés.
Op 3 april 1882 kwam de eerste gemeenteraad bij elkaar om Puerto Cortés als nieuwe gemeente te installeren. Het opvallende is dat ze hier niet de formele toestemming van de president voor hadden die in deze gevallen nodig is.

## Moderne tijd
In 1966 is de eerste vierbaansweg in Honduras geopend, tussen Puerto Cortés en San Pedro Sula.
In 1998 heeft de orkaan Mitch veel schade aangericht. Nadat de 50 jaar oude brug La Laguna bij deze storm was beschadigd, werd ze gesloopt. Er werd een nieuwe brug gebouwd die in september 2001 werd geopend. Bij de strandboulevard werd een betonnen muur El Malecón gebouwd om deze tegen de zee te beschermen.
In het stadion Exelsior speelt de voetbalclub Deportivo Platense. Deze is twee keer kampioen geweest van de Liga Nacional de Honduras.
Behalve voor het Heilig Hart wordt er ook in augustus feestgevierd rond Maria-Hemelvaart. Het hoogtepunt is de Noche Veneciana ("Venetiaanse nacht, waarin versierde en verlichte gondels een optocht over zee maken. Rondom Puerto Cortés is verder veel cultuur van de Garifuna te vinden.

## Haven
Om het havenbedrijf van met name Puerto Cortés te stimuleren werd in 1966 de Empresa Nacional Portuaria ("Nationaal Havenbedrijf") opgericht. In die tijd werden vooral bananen geëxporteerd. In 1976 werd er rond Puerto Cortés een belastingvrije zone gecreëerd. Mede hierdoor kon Puerto Cortés uitgroeien tot de belangrijkste haven van Centraal-Amerika.
Na de aanslagen van 11 september zijn er strenge veiligheidseisen opgelegd aan havens die naar de Verenigde Staten willen exporteren. Daarop zijn de volgende maatregelen genomen:
- Als eerste haven van Centraal-Amerika is Puerto Cortés opgenomen in het Container Security Initiative
- In december 2005 ondertekende Honduras een verdrag met de Verenigde Staten, dat hen het recht gaf een douanekantoor in Puerto Cortés te openen en alle containers inspecteren die naar de VS gaan.
- In maart 2007 hebben de Verenigde Staten in de haven van Puerto Cortés scanners opgesteld die radioactief materiaal kunnen opsporen in containers. Deze maatregel maakt deel uit van de Secure Freight Initiative.[3]

Sinds 1986 ontvangt de gemeente Puerto Cortés vier procent van alle inkomen van de Empresa Nacional Portuaria. Dit geldt ook voor de andere gemeentes die havens hebben: La Ceiba, Trujillo, Roatán en San Lorenzo.

## Bevolking
De bevolking is als volgt verdeeld:
| Vrouwen | 66.282 | 51,8% |
| Mannen  | 61.686 | 48,2% |

## Dorpen
De gemeente bestaat uit 38 dorpen (aldea), waarvan de grootste qua inwoneraantal: Puerto Cortés (code 050601), Baracoa (050604) en Concordia (050610).

## Geboren in Puerto Cortés
- 1979: Julio César de León, voetballer
- 1980: Edgar Álvarez, voetballer
- 1986: Roger Espinoza, voetballer

## Gekozen burgemeesters
Sinds de Grondwet van 1982 heeft Honduras een systeem van gekozen burgemeesters. Daarvoor werden ze door de nationale regering benoemd. De gekozen burgemeesters van Puerto Cortés waren:
| Periode   | Naam                           | Partij           | Opmerkingen |
| --------- | ------------------------------ | ---------------- | --- |
| 1982–1983 | Roy Reyes Orellana             | Liberale Partij  | |
| 1984–1985 | Mario Sabillón                 | Liberale Partij  | |
| 1986–1990 | Romulo Montoya                 | Liberale Partij  | |
| 1990–1991 | Rolando Méndez                 | Nationale Partij | Afgetreden en uit het land gevlucht na corruptieschandalen                                                                           |
| 1992      | Rolando Orellana Cruz          | Nationale Partij | Samen met de gemeenteraad afgetreden nadat ze een illegale tol voor auto's hadden geheven tijdens de festiviteiten van de Goede Week |
| 1992-1993 | Alvaro Zacarías Mena           | Nationale Partij | |
| 1994–1997 | Marlon Guillermo Lara Orellana | Liberale Partij  | |
| 1998–2001 | Marlon Guillermo Lara Orellana | Liberale Partij  | Herkozen |
| 2002–2005 | Marlon Guillermo Lara Orellana | Liberale Partij  | Herkozen |
| 2006–     | Alan Ramos                     | Liberale Partij  | |

Foto's van Puerto Cortés
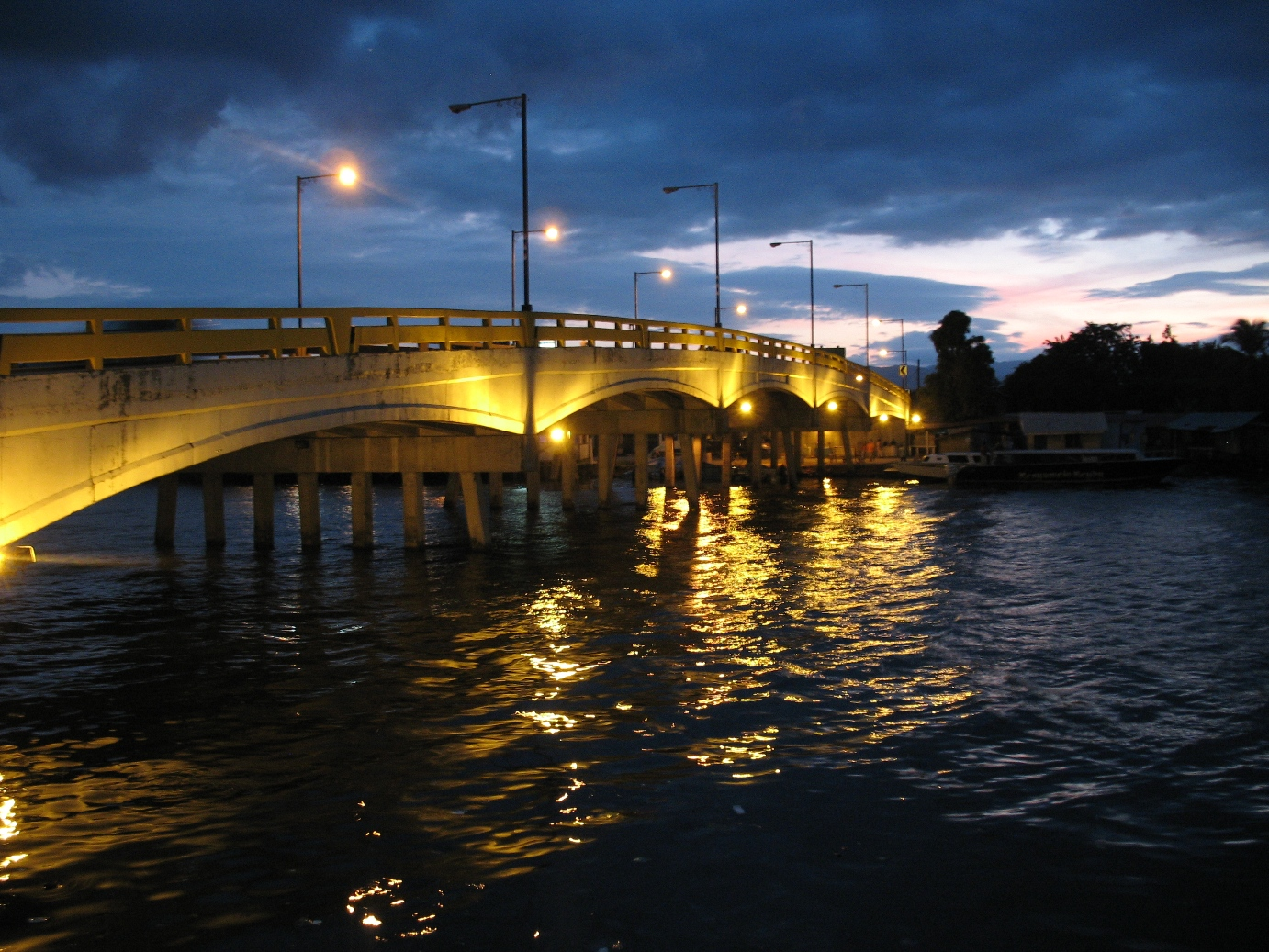
Brug La Laguna
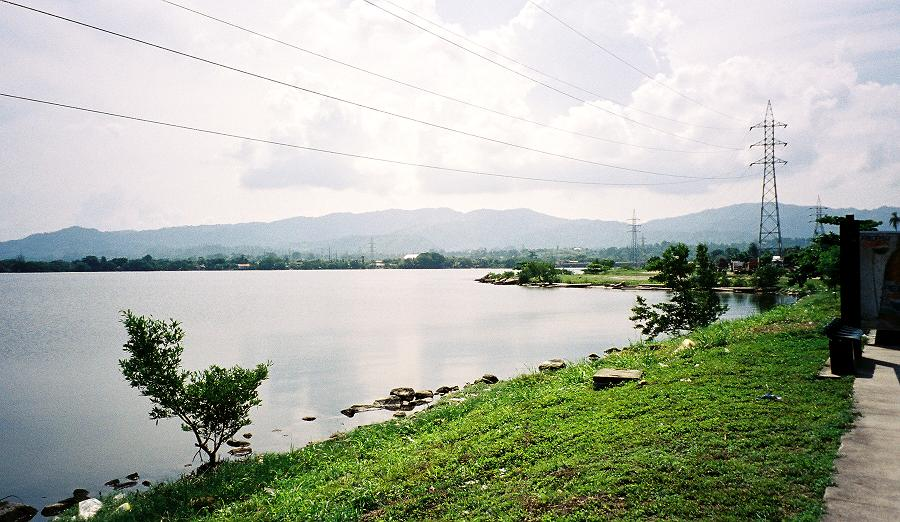
Alvarado-lagune